# 2023 dans la police
Cet article présente les faits marquants de l'année 2023 dans la police.

## Évènements
- 27 juin : Mort de Nahel Merzouk, tué à bout portant par balle par un policier, invoquant un refus d'obtempérer et la légitime défense. Cette mort a entrainé plusieurs jours d'émeutes.
- 14 juin : Mort d'Alhoussein Camara résultant du tir d'un policier.
- juillet : Mouvement de protestation de policiers à Marseille[1],[2].